# Fernbus Simulator
Der Fernbus Simulator ist eine Fernbus-Simulation, die von den deutschen Spieleentwickler TML-Studios und Publisher Aerosoft in Zusammenarbeit mit Flixbus entwickelt und veröffentlicht wurde. Das Spiel wurde am 25. August 2016 für Microsoft Windows veröffentlicht. Es ist als Retail-Version oder als Download auf der Website des Publishers oder auf der Online-Vertriebsplattform Steam erhältlich.

## Spielmechanik

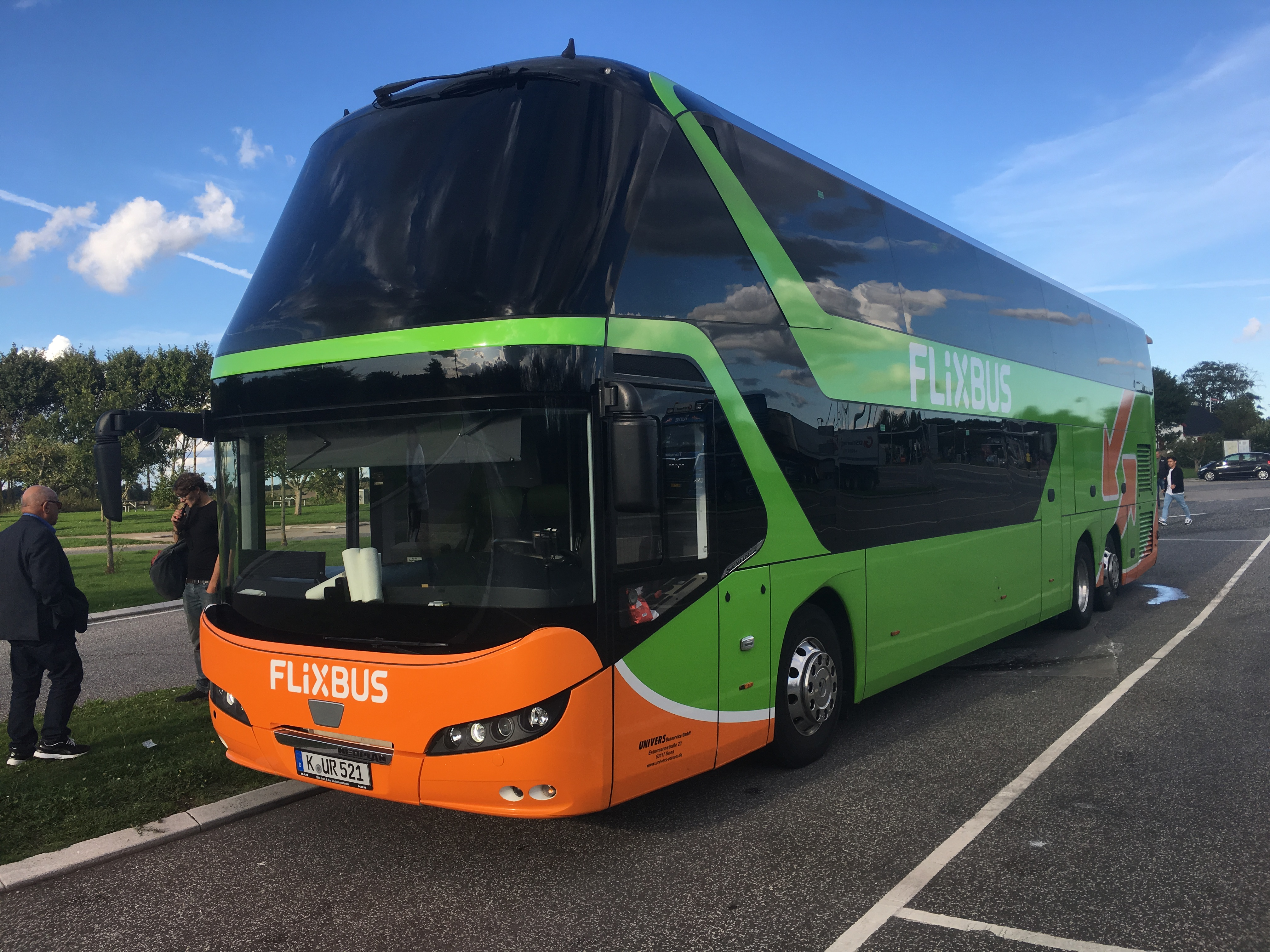
Flixbus

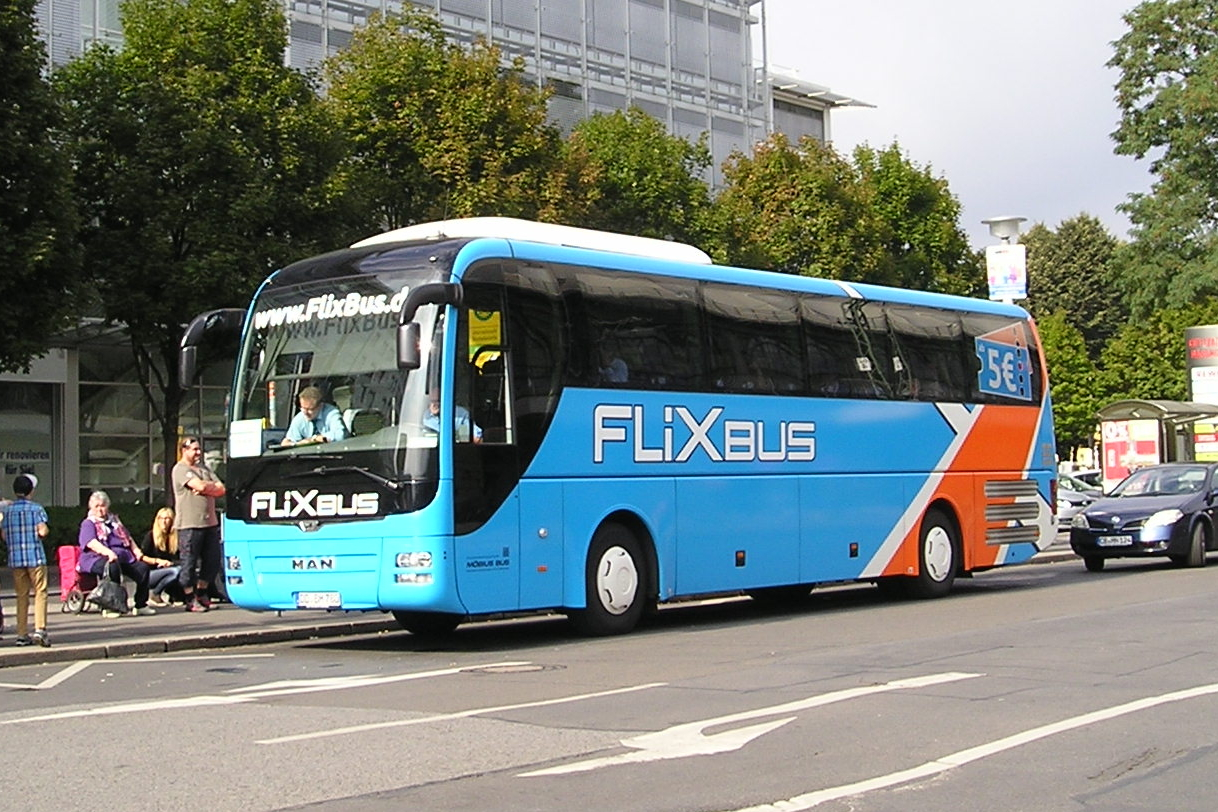
MAN Lion’s Coach im alten Flixbus Design

Für den Fernbus Simulator wurden Teile des deutschen Straßennetzes im Maßstab 1:10 nachgebaut. Es lässt sich ein Streckennetz von ca. 20.000 Kilometern und 40 deutschen Städten befahren. Neben selbsterstellten Routen kann der Spieler offizielle Flixbus-Routen nachfahren. Eine weitere Aufgabe des Spielers neben dem Fahren von Bussen ist das Einchecken von Passagieren und der Ticketverkauf. Während einer Fahrt kann der Spieler auf Hindernisse wie Baustellen, Verkehrsstaus, Polizeikontrollen und Verkehrsunfälle stoßen. Hinzu kommt ein Wechsel von Tag und Nacht, Jahreszeiten und eine sich verändernde Wetterlage. Es lassen sich Originalmodelle von Flixbus basierend auf nachgebildeten MAN-Reisebussen wie den Lion’s Coach oder Lion’s Coach C fahren. Unter anderem sind die Städte Berlin, Köln, München, Dresden, Hamburg und Frankfurt am Main (inklusive des Frankfurter Flughafens) verfügbar. Zusätzlich sind verschiedene Autobahnen im Spiel enthalten.

## Entwicklung
Die Firma TML wurde von Thomas Langelotz mit einer Partnerin gegründet und eigenständig finanziert. Bereits zuvor war die Firma an einigen Verkehrs- und Bussimulationen wie dem Bus Simulator 2010, City Bus Simulator 2012, City Bus Simulator München und Bus & Cable-Car Simulator beteiligt.
Entwickelt wurde das Spiel in einem Gewerbepark in Erfurt. Das Spiel basierte auf der Unreal Engine 4 von Epic Games. Der Entwicklungsprozess wird in einem Entwicklertagbuch auf der Webvideoplattform YouTube auf Deutsch und Englisch dokumentiert. Am 25. August 2016 wurde das Spiel veröffentlicht. Mittlerweile basiert das Spiel auf der Unreal Engine 5 von Epic Games.
Die Konsolen-Version des Spiels ist am 28. Februar 2023 PlayStation 5 und Xbox Series veröffentlicht worden.
Am 26. Juni 2023 wurde das Third-Party DLC Dänemark, welches von Halycon Media für den Fernbus Simulator entwickelt wurde, veröffentlicht. Es ist das erste DLC welches nicht von TML-Studios für den Fernbus Simulator entwickelt wurde.

## Erweiterungen
(Quelle: Steam)
- Am 23. März 2017 wurde mit dem Neoplan Skyliner die erste kostenpflichtige Erweiterung für den Fernbus Simulator veröffentlicht.
- Am 20. Juni 2017 wurde die kostenpflichtige Erweiterung Anniversary Repaint Package veröffentlicht, welche dem Spieler vier neue Flixbus Jubiläumslackierungen (Winter, Frankreich, Italien und Niederlande) Repaints bietet.
- Am 14. November 2017 wurde das erste kostenlose DLC Usedom als erste Maperweiterung veröffentlicht, welche die Spielwelt des Fernbus Simulator um das Strandbad Ahlbeck und die Stadt Usedom erweitert.
- Am 29. November 2017 wurde das DLC Comfort Class HD veröffentlicht, mit dem der Spieler fünf Varianten des Setra (ohne Lizenz) ComfortClass 500 fahren kann.
- Am 5. April 2018 wurde die erste große kostenpflichtige Maperweiterung Österreich/Schweiz veröffentlicht, insgesamt 11 neue Städte können durch den Spieler befahren werden.
- Am 30. August 2018 wurde das DLC Fußball Mannschaftsbus veröffentlicht, mit dem der Spieler in die Rolle eines Mannschaftsbusfahrer schlüpfen kann. Es wird ein zum Teambus umgebauter MAN Lion’s Coach C sowie Stadien mitgeliefert.
- Am 25. April 2019 wurde das zweite kostenlose DLC Rennsteig veröffentlicht, welche mit den Bushaltestellen in Oberhof und am Hotel Panorama zwei neue Reiseziele hinzufügt.
- Am 25. April 2019 wurde das DLC VDL Futura FHD2 veröffentlicht, mit dem der Spieler sechs offiziell lizenzierte Reisebusse von VDL fahren kann. Mit einem späteren Update kann der Spieler die Außenspiegel durch Mirror Cams tauschen und die Radkappen entfernen.
- Im Oktober 2019 wurde das DLC MAN Lion’s Intercity veröffentlicht, mit dem der Spieler drei offiziell lizenzierte Überlandbusse von MAN fahren kann.
- Am 18. Oktober 2019 wurde die zweite große kostenpflichtige Maperweiterung mit dem DLC Frankreich veröffentlicht, insgesamt 20 neue Städte können durch den Spieler befahren werden.
- Am 21. Oktober 2019 wurde die dritte kostenlose Maperweiterung Oberes Mittelrheintal veröffentlicht, welche zwei neue Städt (Koblenz und Rüdesheim) hinzufügt.
- Am 2. Dezember 2019 wurde mit dem DLC BB40 der erste kostenlose Bus veröffentlicht. Es handelt sich dabei um einen Minibus, mit dem nur Shuttle-Linien gefahren werden können.
- Am 5. Dezember 2019 wurde das DLC Scania Touring veröffentlicht, mit dem der Spieler drei offiziell Lizenzierte Reisebusse von Scania fahren kann.
- Am 12. Dezember 2019 wurde die vierte kostenlose Maperweiterung Luxemburg veröffentlicht, welche die Spielwelt des Fernbus Simulator um das Land Luxemburg und dessen Hauptstadt erweitert.
- Am 29. Mai 2020 wurde das DLC W906 veröffentlicht, dieses Addon umfasst lediglich diesen einen Medibus, mit dem nur Shuttle-Linien gefahren werden können.
- Am 28. August 2020 wurde das DLC MAN Lion’s Coach 3rd Gen veröffentlicht, mit dem der Spieler vier offiziell Lizenzierte Reisebusse von MAN fahren kann. Erstmals können die normalen Außenspiegel gegen das Kamerasystem OptiView getauscht werden. Weiterhin werden entfernbare Radkappen mitgeliefert
- Am 15. Dezember 2020 wurde die dritte große Maperweiterung Niederlande veröffentlicht, insgesamt vier neue Städte (Groningen, Arnhem, Rotterdam und die Hauptstadt Amsterdam) können durch den Spieler befahren werden.
- Am 18. Dezember 2020 wurde die fünfte kostenlose Maperweiterung Alpenschloss veröffentlicht, welche die Spielwelt des Fernbus Simulator um das originalgetreue Schloss, sowie die Stadt Hohenschwangau erweitert.
- Im Februar 2021 wurde das DLC VDL Futura FDD2 veröffentlicht, mit dem der Spieler zwei offiziell Lizenzierte Doppeldecker von VDL fahren kann. Der Spieler kann die Außenspiegel durch Mirror Cams tauschen und die Radkappen entfernen.
- Am 20. Mai 2021 wurde die vierte große Maperweiterung Belgien veröffentlicht, insgesamt vier neue Städte (Brüssel, Antwerpen, Charleroi und Gent) können durch den Spieler befahren werden.
- Am 7. April 2022 wurde die fünfte große Maperweiterung Tschechien veröffentlicht, insgesamt fünf neue Städte (Prag, Ostrava, Brünn, Pilsen und Budweis) können durch den Spieler befahren werden.
- Am 14. April 2022 wurde das DLC Top Class DD veröffentlicht, mit dem der Spieler den Setra S531 DT (ohne Lizenz) fahren kann.
- Am 26. Juni 2023 wurde die sechste große Maperweiterung Dänemark veröffentlicht, insgesamt fünf neue Städte (Esbjerg, Kolding, Aarhus, Aalborg und die Hauptstadt Kopenhagen) können durch den Spieler befahren werden.
- Am 20. Dezember 2023 wurden die Erweiterungen Astromega, Altano TDX und Altano TX veröffentlicht, mit dem der Spieler verschiedene Van-Hool-Reisebusse (ohne Lizenz) fahren kann.
- Am 21. März 2024 wurde die siebte große Maperweiterung Polen veröffentlicht, insgesamt 15 neue Städte können durch den Spieler befahren werden.
- Am 17. Mai 2024 wurde die Erweiterung Interlink HD veröffentlicht, mit dem der Spieler zwei verschiedene Varianten des Scania Interlink HD (ohne Lizenz) fahren kann.
- Am 19. Dezember 2024 wurde die Erweiterung Neoplan Cityliner veröffentlicht, mit dem der Spieler neun verschiedene Varianten des Neoplan Cityliner fahren kann.
- Am 9. Januar 2025 wurde die Erweiterung Top Class HDH veröffentlicht, mit dem der Spieler sechs verschiedene Varianten des Setra Top Class HDH (ohne Lizenz) fahren kann.

## Rezeption
Die Busse wurden von Busfahrern und Fahrlehrern getestet und Flixbus ist von der detailreichen Spielwelt und einfachen Bedienbarkeit begeistert. Das Spiel konnte sich auf Steam nach der Veröffentlichung gut verkaufen, geriet jedoch öfters in Kritik und bekam insgesamt gemischte Nutzerbewertungen. Kritisiert wurden u. a. der Werbecharakter, Programmfehler (Bugs), fehlende Texturen, zu viele statische Situationen, ungenügender Realitätsbezug und fehlende Langzeitmotivation. Gelobt wurden hingegen die Gestaltung der Autobahnen und Randbereiche, die Atmosphäre und das detaillierte Bus-Cockpit. Hierbei wird der Simulator oft mit den Computerspielen Euro Truck Simulator 2 und American Truck Simulator verglichen. Oliver Hermanni von der Neuen Westfälischen schrieb Anfang März 2023 über die Ende Februar 2023 erschienene Konsolenversion für XBox und PS5: „Empfehlen können wir das Spiel aber nur eingefleischten Simulationsfans, die wissen, worauf sie sich einlassen. Und dann auch nur, wenn sie über die vielen kleinen und großen Bugs und Ungereimtheiten hinwegsehen können. Langzeitspielspaß will bei uns nicht eintreten, auf Dauer ist der "Fernbus-Simulator", bei dem man nur Passagiere von A nach B fährt, doch leider sehr langweilig.“